# Msunduzi
La municipalité locale de Msunduzi est une municipalité d'Afrique du Sud située dans la province du KwaZulu-Natal et le district municipal d'Umgungunglovu. Son chef-lieu est Pietermaritzburg

## Historique
En juin 1996, la municipalité de la ville de Pietermaritzburg cédait la place à une nouvelle structure municipale de transition, au périmètre élargi, appelé conseil local de transition de Pietermaritzburg-Msunduzi (Pmb TLC). Cette structure était à son tour remplacée en 2001 par la municipalité locale de Msunduzi, à la suite de l'entrée en vigueur de la loi sur les gouvernements locaux, transformant les structures municipales d'Afrique du Sud. 

## Population urbaine 2001 des constituants de la municipalité de Msunduzi
Lors du recensement du 09/10/2001 les populations des différentes zones urbaines de la municipalité de Msunduzi étaient les suivantes :
| zone urbaine     | population urbaine 2001 |
| ---------------- | ----------------------- |
| Pietermaritzburg | 000 177 499             |
| Imbali           | 00 53 512               |
| Edendale         | 00 25 627               |
| Ashdown          | 00 9 158                |
| Sobantu          | 00 8 155                |
| Total MSUNDUZI   | 00 273 995              |

## Liste des maires de Pietermaritzburg et de Msunduzi

### Pietermaritzburg
| # | Nom                                          | Parti | Mandat    |
| - | -------------------------------------------- | ----- | --------- |
|   | Albert Thurlow Allison (1893-1979)           |       | 1935-1936 |
|   | F.J. Lewis                                   |       | 1936-1939 |
|   | Albert Thurlow Allison (1893-1979)           |       | 1939-1943 |
|   | Eleanor (Ethel Mariella) Russell (1898-1980) |       | 1943-1947 |
|   | Allan E. Hirst                               |       | 1947-1948 |
|   | George Clydesdale Jolliffe (1876-1954)       |       | 1948-1950 |
|   | W.M. Anderson                                |       | 1950-1951 |
|   | Danel Reynold Warmback (1911-)               |       | 1951-1955 |
|   | Charles Bertram Downes (-1980)               |       | 1955-1961 |
|   | George John Robert Bulman (-1986)            |       | 1961-1964 |
|   | H.C. Franklin (-1979)                        |       | 1964-1965 |
|   | Peter H. Rodseth (-1984)                     |       | 1965-1967 |
|   | D.H. White-Cooper                            |       | 1967-1969 |
|   | Cecil Woodhouse Wood (1901-1995)             |       | 1969-1973 |
|   | J.M. Pugin (-juin 1975)                      |       | 1973-1975 |
|   | Harry Lundie (1903-1989)                     |       | 1975-1977 |
|   | Ashton Forrester Tarr (1911-1981)            |       | 1977-1980 |
|   | Pamela Reid (1925-1996)                      |       | 1980-1984 |
|   | Robin Dowling Dales                          |       | 1984-1986 |
|   | Mark Cornell                                 |       | 1986-1990 |
|   |                                              |       | 1990-1995 |
|   | Rob Haswell                                  | ANC   | 1995-1996 |
|   | Omar Latif (v1954-2015)                      | ANC   | 1996-1997 |
|   | Siphiwe Gwala (1948-2013)                    | ANC   | 1997-2000 |

### Msunduzi
|   | Nom                  | Parti | Mandat           |
| - | -------------------- | ----- | ---------------- |
| 1 | Hloni Glenford Zondi | ANC   | 2000-2006        |
| 2 | Zanele Hlatshwayo    | ANC   | 2006-2010        |
| 3 | Mike Tarr            | ANC   | 2010-2011        |
| 4 | Chris Ndlela         | ANC   | 2011-2016        |
| 5 | Themba Njilo         | ANC   | 2016 - 2019      |
| 6 | Mzimkhulu Thebolla   | ANC   | Depuis aout 2019 |